# District de Locarno
Le district de Locarno est un district du canton du Tessin en Suisse.
Le district compte 19 communes, dont le chef-lieu : Locarno.

## Communes
| Nom                  | Cercle communal | N° OFS | Population (décembre 2022) |
| -------------------- | --------------- | ------ | -------------------------- |
| Ascona               | Isole           | 5091   | +005 436,                  |
| Brione sopra Minusio | Navegna         | 5096   | +000452,                   |
| Brissago             | Isole           | 5097   | +001 613,                  |
| Centovalli           | Melezza         | 5397   | +001 102,                  |
| Cugnasco-Gerra       | Navegna         | 5138   | +002 851,                  |
| Gambarogno           | Gambarogno      | 5398   | +005 076,                  |
| Gordola              | Navegna         | 5108   | +004 820,                  |
| Lavertezzo           | Verzasca        | 5112   | +001 213,                  |
| Locarno              | Locarno         | 5113   | +016 241,                  |
| Losone               | Isole           | 5115   | +006 713,                  |
| Mergoscia            | Navegna         | 5117   | +000198,                   |
| Minusio              | Navegna         | 5118   | +007 421,                  |
| Muralto              | Locarno         | 5120   | +002 579,                  |
| Onsernone            | Onsernone       | 5136   | +000675,                   |
| Orselina             | Locarno         | 5121   | +000701,                   |
| Ronco sopra Ascona   | Isole           | 5125   | +000538,                   |
| Tenero-Contra        | Navegna         | 5131   | +003 244,                  |
| Terre di Pedemonte   | Melezza         | 5396   | +002 694,                  |
| Verzasca             | Verzasca        | 5399   | +000804,                   |
| Total                | Total           | Total  | +064 371,                  |